# Hochmoderne
Hochmoderne (englisch High Modernism oder High Modernity) ist die Bezeichnung für einen Abschnitt der Moderne, die durch Vertrauen in den Fortschritt von Wissenschaft und Technologie als Mittel zur Neuordnung der sozialen und natürlichen Welt gekennzeichnet ist. Der Historiker Ulrich Herbert hat den Begriff als Bezeichnung für eine als Einheit gedachte Epoche, nämlich die Zeit etwa von der Wende zum 20. Jahrhundert bis in die 1970er Jahre in Europa, vorgeschlagen.

## Definition
Die Hochmoderne zeichnet sich laut dem Politikwissenschaftler James C. Scott, der den Begriff Ende der 1990er Jahre prägte, durch folgende Merkmale aus:
- Starkes Vertrauen in das Potenzial für den wissenschaftlichen und technologischen Fortschritt, einschließlich des Vertrauens auf das Fachwissen von Wissenschaftlern, Ingenieuren, Bürokraten und anderen Intellektuellen.
- Versuche, die Natur (einschließlich der menschlichen Natur) zu meistern, um menschliche Bedürfnisse zu erfüllen.
- Ein Schwerpunkt liegt darauf, komplexe Umgebungen oder Konzepte (z. B. alte Städte oder soziale Dynamiken) lesbar zu machen, meist durch räumliche Anordnung (z. B. Stadtplanung auf einem Raster).
- Missachtung des historischen, geografischen und sozialen Kontexts in der Entwicklung.

## Periodisierung
Für Europa hat der Historiker Ulrich Herbert den – als Einheit verstandenen – Zeitraum etwa zwischen 1880/1900 und 1960/1980 als Phase zwischen zwei „dynamisierenden Modernisierungsschüben“ unter dem Begriff der Hochmoderne konzipiert. Dieses Periodisierungsangebot hat etwa auch Auswirkungen auf die Verortung der deutschen Geschichte im 20. Jahrhundert, die Herbert anstelle eines deutschen Sonderwegs im Rahmen einer transnationalen Hochmoderne zu verstehen versucht.
Als Sinnbild der Hochmoderne wurde vielfach der elektrische Strom mit seiner tiefgreifenden, in den Großstädten rasch lebensverändernden Wirkung angesehen. Zur Weltausstellung Paris 1900, bei der u a. Filme und Rolltreppen vorgestellt wurden, entstand der illuminierte „Palast der Elektrizität“. Der Scientific American schrieb im selben Jahr: „Das Publikum ist der Auffassung, wenn es irgendetwas unter der Sonne gibt, das Elektrizität nicht zu tun vermag, ist es nicht wert, überhaupt getan zu werden.“ Später wurde die Kernenergie zu einem Leitsymbol der Epoche.